# Elecciones generales de Turquía de 1957
Las elecciones generales se llevaron a cabo en Turquía el 27 de octubre de 1957, mediante el sistema electoral de voto múltiple no transferible. A pesar de que el Partido Demócrata obtuvo nuevamente la victoria con 424 escaños, experimentó un notorio declive perdiendo 66 escaños, mientras que el Partido Republicano del Pueblo obtuvo 178. Esto se debió principalmente al descontento social por la crisis económica y el aumento del autoritarismo. El Partido Nacional Republicano perdió un escaño, quedándole 4, y el recientemente fundado Partido Libertad obtuvo la misma cantidad. Fueron las últimas elecciones antes del golpe de Estado de 1960.

## Resultados
| Partido                            | Votos      | %    | Escaños | +/–   |
| ---------------------------------- | ---------- | ---- | ------- | ----- |
| Partido Demócrata                  | 4.372.621  | 47.9 | 424     | –78   |
| Partido Republicano del Pueblo     | 3.753.136  | 41.1 | 178     | +147  |
| Partido Nacional Republicano       | 652.064    | 7.1  | 4       | –1    |
| Partido Libertad                   | 350.597    | 3.8  | 4       | Nuevo |
| Independientes                     | 4.994      | 0.1  | 2       | –8    |
| Votos en blanco/inválidos          | 117.537    | –    | –       | –     |
| Total                              | 9,250,949  | 100  | 602     | +67   |
| Votantes registrados/participación | 12,078,623 | 76.6 | –       | –     |
| Fuente: Nohlen et al.              |            |      |         |       |